# Gooi (Bronckhorst)
Gooi is een landstreek en een buurtschap in de provincie Gelderland in de Nederlandse gemeente Bronckhorst.

## Landstreek 't Gooi
De landstreek besloeg het gebied van de voormalige gemeenten Zelhem en Hengelo in de provincie Gelderland. In de Middeleeuwen was het in het bezit van de hertogen van Gelre.

## Buurtschap Gooi
Na de middeleeuwen ging de naam over op een buurtschap. De buurtschap Gooi ligt ten noordwesten van Keijenborg en ten westen van Hengelo, aan de weg naar Steenderen. Tot 1 januari 2005 was de buurtschap een deel van de gemeente Hengelo (Gelderland).
In 1650 valt ook Keijenborg onder de buurtschap ('t) Gooy, terwijl Bekveld als zelfstandig genoemd wordt. Vanaf 1938 wordt Keijenburg als zelfstandig dorp genoemd.
In 1840 telde het gehucht Gooi 107 huizen en 677 inwoners. Anno 2010 telden de buurtschappen Gooi en Bekveld samen 135 huizen en 360 inwoners. Dit inwoneraantal bedroeg in 2013 nog 350. Gooi heeft geen kern, alleen verspreide huizen.
Hoofdplaats: Hengelo      Stadjes: Bronkhorst · Laag-Keppel

Dorpen: Achter-Drempt · Baak · Drempt · Halle · Hengelo · Hoog-Keppel · Hummelo · Keijenborg · Kranenburg · Olburgen · Steenderen · Toldijk · Velswijk · Vierakker · Voor-Drempt · Vorden · Wichmond · Zelhem

Buurtschappen: Bekveld · Delden · Dunsborg · Eldrik · Gooi · Halle-Heide · Halle-Nijman · Heidenhoek · Heurne (deels) · Linde · De Meene · Medler · Meuhoek · Mossel · Noordink · Oosterwijk · Rha · Varssel · Veldhoek (deels) · Veldwijk · Wassinkbrink · Wientjesvoort · Wildenborch · Winkelshoek · Wittebrink · Wolfersveen

Voormalige gemeenten: Hengelo · Hummelo en Keppel · Steenderen · Vorden · Zelhem

Gelderland · Steden en dorpen in Gelderland      Nederland · Provincies · Gemeenten